# Miss Internacional 1990
Miss Internacional 1990 fue la 30.ª edición de Miss Internacional, cuya final se llevó a cabo en el Parque de Hattori Ryokuchi, en la ciudad de Toyonaka, Japón el 16 de septiembre de 1990. Candidatas de 50 países y territorios compitieron por el título. Al final del evento Iris Klein, Miss Internacional 1989 de Alemania coronó a Silvia de Esteban, de España como su sucesora.

## Resultados
| Resultados finales      | Concursante |
| ----------------------- | --- |
| Miss Internacional 1990 | - España - Silvia de Esteban |
| 1.ª Finalista           | - Checoslovaquia - Ingrid Ondrovichová |
| 2.ª Finalista           | - Hawái - Nadine Tanega |
| Semifinalistas (Top 15) | - Argentina - Vanessa Razzore - Bélgica - Katia Alens - Bolivia - Gisselle Greminger - Estados Unidos - Shawna Lea Bowman - Finlandia - Anu Yli-Mäenpää - Israel - Ravit Lichtenberg - Japón - Hiroko Ohnishi - Noruega - Hanne Thorsdalen - Polonia - Ewa Szymczak - Suecia - Monika Andreasson - Unión Soviética - Irine Vassilenko - Venezuela - Vanessa Höller |

### Premios Especiales
- Miss Simpatía:  Marianas del Norte - Edwina Taitano Menzies
- Miss Fotogénica:  Unión Soviética - Irine Vassilenko
- Traje Nacional:  Bolivia - Gisselle Greminger

## Relevancia histórica del Miss Internacional 1990
- España gana Miss Internacional por segunda vez.
- Checoslovaquia obtiene el puesto de Primera Finalista por primera vez.
- Hawái obtiene el puesto de Segunda Finalista por primera vez.
- España, Estados Unidos, Finlandia, Hawái, Polonia y Venezuela repiten clasificación a semifinales.
- España clasifica por noveno año consecutivo.
- Estados Unidos clasifica por sexto año consecutivo.
- Finlandia clasifica por cuarto año consecutivo.
- Hawái, Polonia y Venezuela clasifican por segundo año consecutivo.
- Israel, Japón y Noruega clasificaron por última vez en 1988.
- Bélgica clasificó por última vez en 1987.
- Suecia clasificó por última vez en 1986.
- Argentina clasificó por última vez en 1973.
- Bolivia, Checoslovaquia y Unión Soviética clasifican por primera vez en la historia del concurso. En el caso de Checoslovaquia y Unión Soviética apuntan su clasificación más alta hasta la fecha.
- Australia rompe una racha de clasificaciones que mantenía desde 1987.
- México rompe  una racha de clasificaciones que mantenía desde 1986.
- De Europa entraron ocho representantes a la ronda de cuartos de final, transformándose este en el continente con más semifinalistas, de igual manera dominaron la ronda final colocándose como ganador y finalista.
- Ninguna nación de África pasó a la ronda semifinal.

## Candidatas
51 candidatas de todo el mundo participaron en este certamen:
| - Alemania - Ilka Endres - Argentina - Vanessa Mirna Razzore Oyola - Australia - Anna Stokes - Austria - Sandra Luttenburger - Bélgica - Katia Alens - Bolivia - Giselle Greminger - Brasil - Ivana Carla Hubsch - Canadá - Lee Ann Bruce - Checoslovaquia - Ingrid Ondrovicová - Colombia - Elsa Victoria Rivera Botero - Corea - Shin Soh-young - Costa Rica - Andrea Murillo Fallas - Dinamarca - Pernille Wiered - España - Silvia de Estaban Niubó - Estados Unidos - Shawna Lea Bowman - Filipinas - Jennifer "Jenny" Perez Pingree - Finlandia - Anu Yli-Mäenpää - Francia - Celine Marteau - Gran Bretaña - Jane Lloyd - Grecia - Irini Stefanou - Guam - Cassandra Lynn Calvo - Guatemala - Marianella Amelia Abate - Hawái - Nadine Atangan Tanega - Holanda - Esther Wilhelmina Johanna den Otter - Honduras - Claudia Mercedes Caballero | - Hong Kong - Helen Yung Hang-Lan - Irlanda - Veronika Mary Moore - Islandia - Thordis Steinunn Steinsdóttir - Israel - Ravit Lichtenberg - Italia - Silvia Paci - Japón - Hiroko Ohnishi - Luxemburgo - Bea Jarzynska - Marianas del Norte - Edwina Taitano Menzies - México - Elizabeth Cavazos Leal - Nigeria - Regina Imaobong Askia Usoro - Noruega - Hanne Thorsdalen - Nueva Zelanda - Tania Elizabeth Marsh - Panamá - Angela Patricia Vergara - Polonia - Ewa Maria Szymczak - Portugal - Maria José dos Santos Cardoso - Puerto Rico - Ana Rosa Brito Suárez - República Dominicana - Vivian Aelin Calderón - Singapur - Genni Wan Wong Yi - Sri Lanka - Desana Danika Dedigama - Suecia - Monika Halina Andersson - Suiza - Rosemarie Roswitha Naef - Tailandia - Laksamee Tienkantade - Turquía - Aylin Fatma Aydin - Unión Soviética - Irine Vassilenko - Venezuela - Vanessa Cristina Höller Noel |

## Crossovers
| Miss Universo - 1990: Austria - Sandra Luttenburger - 1990: Gran Bretaña - Jane Lloyd (Representó a Gales). - 1990: Guatemala - Marianella Abate - 1990: Marianas del Norte - Edwina Taitano Menzies - 1991: Bélgica - Katia Alens - 1995: Alemania - Ilka Endres - 1997: Puerto Rico - Ana Rosa Brito (Semifinalista). Miss Mundo - 1990: Bélgica - Katia Alens - 1990: Costa Rica - Andrea Murillo - 1990: Luxemburgo - Bea Jarzynska - 1990: Polonia - Ewa Szymczak (Semifinalista). - 1993: Puerto Rico - Ana Rosa Brito | Miss Europa - 1991: Austria - Sandra Luttenburger - 1991: Bélgica - Katia Alens - 1991: Gran Bretaña - Jane Lloyd - 1991: Polonia - Ewa Szymczak (Semifinalista). - 1995: Alemania - Ilka Endres (Semifinalista). Miss América Latina - 1990: Venezuela - Vanessa Höller (Ganadora). Miss Charm Internacional - 1990: Finlandia - Anu Yli-Mäenpää (Segunda finalista). |